# Cleveland (Tennessee)
Cleveland ist eine Stadt (mit dem Status „City“) und Verwaltungssitz des Bradley County im US-amerikanischen Bundesstaat Tennessee. Im Jahr 2020 hatte Cleveland 47.356 Einwohner.
Cleveland ist die Kernstadt der Cleveland, Tennessee metropolitan area.

## Geografie
Cleveland liegt im Südosten Tennessees in den westlichen Appalachen. Die Stadt liegt unweit des Hiwassee River, der über den Tennessee River und den Ohio zum Stromgebiet des Mississippi gehört.
Die geografischen Koordinaten von Cleveland sind 35°09′34″ nördlicher Breite und 84°52′36″ westlicher Länge. Das Stadtgebiet erstreckt sich über eine Fläche von 76,87 km².
Die Nachbarorte von Cleveland sind Charleston (19,2 km nordöstlich), Benton (24,2 km östlich), East Cleveland (an der östlichen Stadtgrenze), Ocoee (15,9 km ostsüdöstlich), Wildwood Lake (8,9 km südsüdöstlich), South Cleveland (an der südlichen Stadtgrenze), Ooltewah (26,8 km südwestlich), Hopewell (an der nordwestlichen Stadtgrenze) und Georgetown (17,8 km nordwestlich).
Die nächstgelegenen größeren Städte sind die Lexington in Kentucky (400 km nördlich), Knoxville (135 km nordöstlich), Charlotte in North Carolina (456 km östlich), Georgias Hauptstadt Atlanta (194 km südsüdöstlich), Chattanooga (51 km westsüdwestlich), Tennessees Hauptstadt Nashville (262 km nordwestlich) und Kentuckys größte Stadt Louisville (439 km nordnordwestlich).

## Verkehr
Der Interstate Highway 75 führt in Nordost-Südwest-Richtung durch den Westen des Stadtgebiets von Cleveland. In der Stadt treffen außerdem die U.S. Highways 11, 64 und 74 sowie die Tennessee State Routes 60, 74, 306 und 312 zusammen. Alle weiteren Straßen sind untergeordnete Landstraßen, teils unbefestigte Fahrwege sowie innerörtliche Verbindungsstraßen.
Von Nordost nach Südwest führt eine Eisenbahnlinie für den Frachtverkehr der Norfolk Southern Railway (NS) durch das Stadtgebiet von Cleveland.
Mit dem Cleveland Regional Jetport befindet sich an der nordöstlichen Stadtgrenze ein kleiner Flugplatz. Die nächsten Verkehrsflughäfen sind der Chattanooga Metropolitan Airport (37,7 km südwestlich) und der McGhee Tyson Airport von Knoxville (138 km nordöstlich).

## Wirtschaft
Die größten Arbeitgeber in Cleveland sind die Whirlpool Corporation, das SkyRidge Medical Center und Peyton's Southeastern.

## Bevölkerung
Nach der Volkszählung im Jahr 2010 lebten in Cleveland 41.285 Menschen in 16.107 Haushalten. Die Bevölkerungsdichte betrug 537,1 Einwohner pro Quadratkilometer. In den 16.107 Haushalten lebten statistisch je 2,4 Personen.
Ethnisch betrachtet setzte sich die Bevölkerung zusammen aus 83,9 Prozent Weißen, 7,4 Prozent Afroamerikanern, 1,4 Prozent amerikanischen Ureinwohnern, 1,5 Prozent Asiaten, 0,1 Prozent Polynesiern sowie 4,3 Prozent aus anderen ethnischen Gruppen; 2,4 Prozent stammten von zwei oder mehr Ethnien ab. Unabhängig von der ethnischen Zugehörigkeit waren 7,5 Prozent der Bevölkerung spanischer oder lateinamerikanischer Abstammung.
21,8 Prozent der Bevölkerung waren unter 18 Jahre alt, 63,4 Prozent waren zwischen 18 und 64 und 14,8 Prozent waren 65 Jahre oder älter. 52,4 Prozent der Bevölkerung waren weiblich.
Das mittlere jährliche Einkommen eines Haushalts lag bei 35.239 USD. Das Pro-Kopf-Einkommen betrug 20.722 USD. 27,2 Prozent der Einwohner lebten unterhalb der Armutsgrenze.

## Bekannte Bewohner
- William Henry Tibbs (1816–1906) – Abgeordneter im Konföderiertenkongress (1862–1864) – lebte zeitweilig in Cleveland
- Samuel Axley Smith (1822–1863) – demokratischer Abgeordneter des US-Repräsentantenhauses (1853–1859) – begann seine Karriere als Anwalt in Cleveland
- Joe Montgomery – Rockabilly-Musiker – geboren in Cleveland
- Mark Wills (* 1973) – Country-Sänger – geboren in Cleveland